# دانهام، کبک

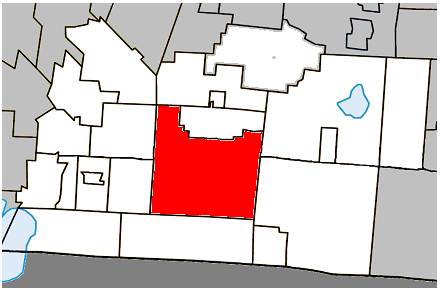
نمایی از نقشهٔ موقعیت شهرک دانهام در منطقهٔ شهری بروم-میسیسکوا، ناحیه مونترژی - ۲۰۰۹

دانهام (به فرانسوی: Dunham) شهرکی در منطقه شهری بروم-میسیسکوا ناحیه مونترژی در استان کبک کانادا است. در سرشماری سال ۲۰۱۱ این شهرک ۳٬۳۴۶ نفر جمعیت داشته‌است و مساحت آن ۲۰۰٫۹۹ کیلومتر مربع است.